# Arboricoltura

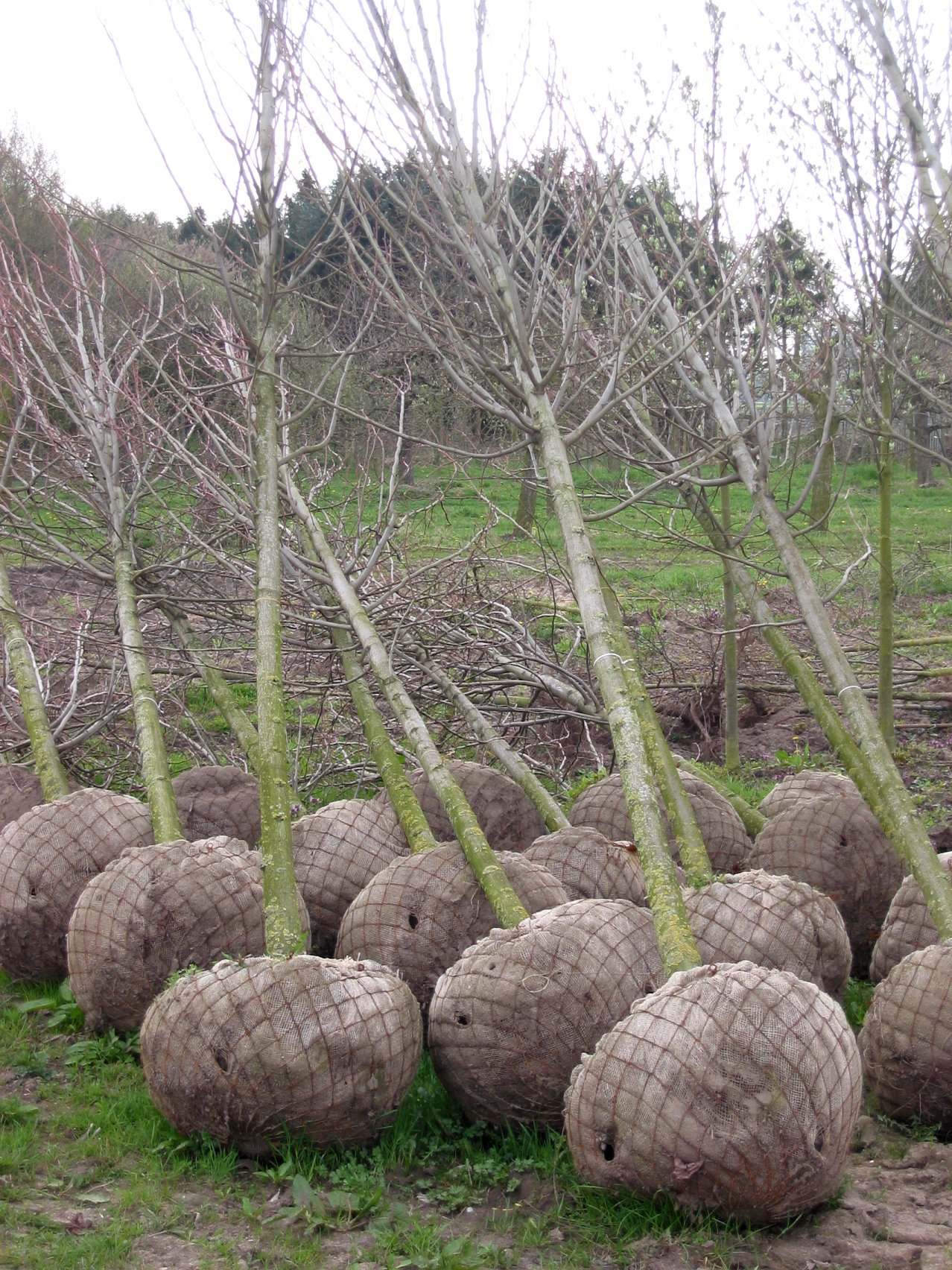
Alberi prima del trapianto

L'arboricoltura è una disciplina tecnico-scientifica che si occupa della coltivazione degli alberi a fini produttivi o ornamentali.
In particolare si occupa della selezione, piantagione e gestione degli alberi e dello studio, dal livello molecolare alla pianta intera, di come essi crescono e rispondono alle pratiche colturali alle quali sono sottoposti ed all'ambiente nel quale si trovano a vivere.

## Descrizione
Si distingue in:
- arboricoltura da legno, si occupa delle piantagioni di specie arboree per la produzione del legname
- arboricoltura da frutto, ha il proprio campo di interesse nella coltivazione delle piante da frutto
- arboricoltura urbana od ornamentale, nel linguaggio comune, si occupa della coltivazione e cura di alberi ornamentali

Arboricoltura urbana (in inglese Arboriculture), nella definizione di Harris et al. (2004), si riferisce primariamente all'impianto e alla cura degli alberi ed è una disciplina che fa riferimento all'ampio settore della “horticulture” nell'accezione inglese del termine che non corrisponde al nostro "orticoltura", ma assume un significato più ampio e relativo alla scienza e alla tecnologia coinvolte nella coltivazione intensiva di piante per uso umano e, quindi, non limitato alle specie ortive.
La selvicoltura urbana (In inglese Urban Forestry), invece, è una specializzazione all'interno delle scienze forestali che comprende la gestione degli alberi naturalmente presenti o piantati nelle aree urbane con tecniche forestali.